# امپراتور چیان‌لونگ
امپراتور چیان‌لونگ (۲۵ سپتامبر ۱۷۱۱ – ۷ فوریه ۱۷۹۹) ششمین امپراتور دودمان چینگ و چهارمین امپراتور این سلسله بود که بر کلیه چین فرمان می‌راند. او چهارمین پسر امپراتور یونگ‌ژنگ  بود. دوره سلطنت او رسماً از ۱۱ اکتبر ۱۷۳۵ تا ۸ فوریه ۱۷۹۶ میلادی به طول انجامید. او در ۸ فوریه ۱۷۹۶ به نفع پسرش، امپراتور جیاگینگ از سلطنت کناره‌گیری کرد. در واقع او با این کار تلاش کرد تا ضمن احترام به پدربزرگ قدرتمند خود، امپراتور کانگ‌شی، دوره سلطنتش از آن امپراتور بیش‌تر نشود. او با وجود کناره‌گیری از سلطنت، تا زمان مرگش در ۱۷۹۹ میلادی، قدرت را به‌طور کامل در دست داشت. سالهای اولیه حکومت چیان‌لونگ، ادامهٔ عصر شکوفایی امپراتوران قبلی بود اما سالهای پایانی حکومت او با مشکلات متعدد داخلی و خارجی برای کشور همراه بود. 

## اقدامات نظامی

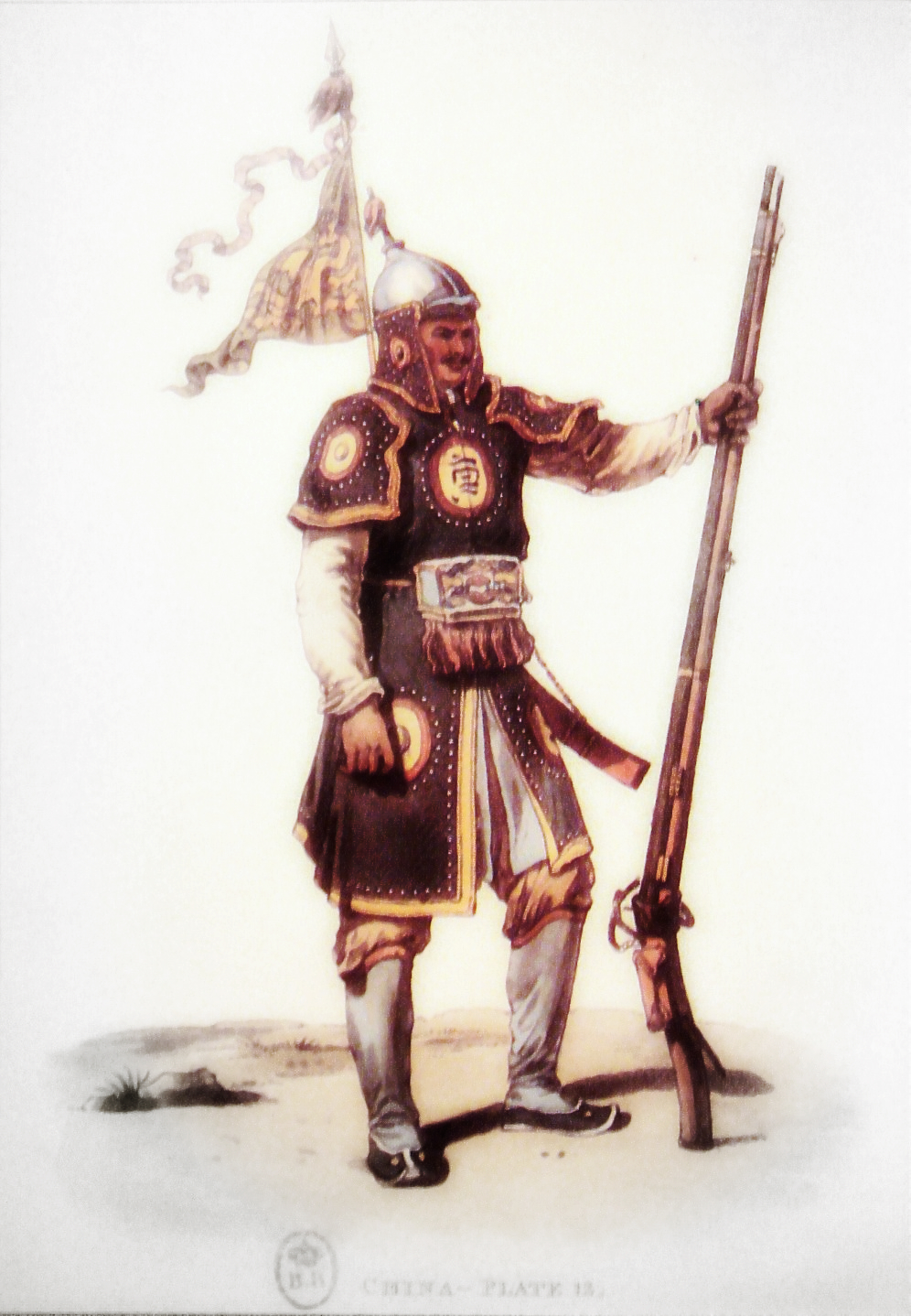
سربازی چینی در دوره حکومت چیان‌لونگ

امپراتور چیان‌لونگ تا حدی یک فرمانده نظامی موفق بود. او در ابتدای رسیدن به سلطنت، قیام مردم جنوب چین را سرکوب کرد. خانات جونغار را به قلمرو خویش افزود و نام آن را به سین‌کیانگ تغییر داد. او اتحادیه قبایل زونگار - گروهی از طوایف غربی مغول - را شکست داد. این واقعه را مورخان نسل‌کشی زونگارها می‌نامند؛ زیرا، حتی طبق آمارهای دولت چینگ در آن زمان، ۳۰٪ از جمعیت ۶۰۰٬۰۰۰ نفری زونگارها بدست ارتش چین به قتل رسیده و ۴۰٪ آنان نیز در اثر شرایط بد بهداشتی از جمله بروز آبله، از بین رفتند. امروزه در نتیجه همین واقعه، کسی از این قوم در آسیای مرکزی برجای نمانده‌است.
امپراتور چیان‌لونگ در ۱۷۶۵ میلادی کوشید کشور برمه را به قلمرو چینگ ملحق سازد اما در جنگ میان چین و برمه، شکستی بزرگ نصیب او شد و تلاش‌هایش برای تسخیر برمه ناموفق ماند.
وضعیت چینی‌ها در ویتنام نیز متزلزل بود. هنگامی که دولت چین برای حمایت از شاه سابق ویتنام - که حکومتش بدست دهقانان ساقط شده بود - ارتشی به این کشور گسیل داشت، نیروهای ویتنامی در زمان عید تت موفق شدند ضربهٔ مهلکی بر پیکره ارتش چین وارد آورد؛ به نحوی که، چینی‌ها ویتنام را به‌طور کامل ترک کرده و تا ۹۰ سال بعد، به خاک آن دست اندازی نکردند.
امپراتور چیان‌لونگ بر خلاف شکست‌هایش در جنوب، در آسیای مرکزی به نحو موفق‌تری عمل کرد. ارتش چین در این ناحیه موفق شد قبایل فراوانی نظیر اویغورها، قزاق‌ها، قرقیزها، مغولان و ایونکس‌ها را تحت سلطه خود درآورد. با وجود این که، عملیات چین در این مناطق موفق بود، اقوامی مذکور که اینک جزئی از قلمرو دودمان چینگ شده بودند، خصومت و دشمنی با چینی‌ها را ادامه داده و در قرن ۱۹ میلادی، شورش‌های فراوانی را علیه این دولت شکل دادند. از طرفی، هزینه‌های گزافی که این جنگها بر خزانه امپراتوری تحمیل کرد، باعث شد کلیه ثروت کشور در این راه صرف شود.
به مرور زمان، فرماندهان نظامی که ثروت فراوانی بدست آورده بودند، نیازی ندیدند که مانند قدیم به تربیت سربازان مشغول شوند و از طرفی همراه با توقف فتوحات، فرماندهان نظامی به ثروت اندوزی مشغول شدند. این موضوع باعث شد در اواخر دوره حکومت چیان‌لونگ، ارتش چین رو به ضعف نهاد.